# Wereldbeker schaatsen 2008/2009 - Wereldbeker 3
De Wereldbeker schaatsen 2008/09/Wereldbeker 3 is gereden op zaterdag 22 november en zondag 23 november 2008 in Moskou, Rusland.

## Wedstrijdschema
Hieronder het geplande tijdschema van de wedstrijd, alle aangegeven tijdstippen zijn Moskou tijd.
| Datum       | Tijd      | Afstanden                      |
| ----------- | --------- | ------------------------------ |
| 22 november | 14:00 mst | 1500 m mannen 5000 m vrouwen   |
| 23 november | 13:00 mst | 1500 m vrouwen 10.000 m mannen |

## Nederlandse deelnemers
| Afstand | Geslacht | Deelnemers, A- of B-groep | Deelnemers, A- of B-groep | Deelnemers, A- of B-groep | Deelnemers, A- of B-groep | Deelnemers, A- of B-groep | Deelnemers, A- of B-groep | Deelnemers, A- of B-groep | Deelnemers, A- of B-groep | Deelnemers, A- of B-groep | Deelnemers, A- of B-groep |
| ------- | -------- | ------------------------- | ------------------------- | ------------------------- | ------------------------- | ------------------------- | ------------------------- | ------------------------- | ------------------------- | ------------------------- | ------------------------- |
| 1500m   | Mannen   | Wennemars                 | A                         | Tuitert                   | A                         | Groothuis                 | A                         | Kuipers                   | A                         | Ket                       | B                         |
| 1500m   | Vrouwen  | Leenstra                  | A                         | Van Riessen               | A                         | De Vries                  | A                         | Voorhuis                  | A                         | Valkenburg                | A                         |
|         |          |                           |                           |                           |                           |                           |                           |                           |                           |                           |                           |
| 10.000m | Mannen   | De Jong                   | A                         | Verheijen                 | A                         | Bloemen                   | A                         | Ooijevaar                 | A                         | Rykkje                    | B                         |
| 5000m   | Vrouwen  | Smit                      | A                         | Van der Geest             | B                         | De Vries                  | B                         | Van der Weijden           | B                         | Vis                       | B                         |

## Podia

### Mannen
| Event:           | Goud:                  | Tijd     | Zilver:                | Tijd     | Brons:               | Tijd     |
| 1500 m details   | Håvard Bøkko Noorwegen | 1.45,46  | Mark Tuitert Nederland | 1.45,81  | Enrico Fabris Italië | 1.46,00  |
| 10.000 m details | Bob de Jong Nederland  | 12.59,21 | Håvard Bøkko Noorwegen | 13.00,65 | Enrico Fabris Italië | 13.11,98 |

### Vrouwen
| Event:         | Goud:                       | Tijd    | Zilver:                    | Tijd    | Brons:                      | Tijd    |
| 1500 m details | Claudia Pechstein Duitsland | 1:55,96 | Christine Nesbitt Canada   | 1:56,40 | Kristina Groves Canada      | 1:56,76 |
| 5000 m details | Claudia Pechstein Duitsland | 6.49,92 | Martina Sáblíková Tsjechië | 6.57,18 | Stephanie Beckert Duitsland | 7.01,72 |